# In My Own Words
Az amerikai énekes és szövegíró, Ne-Yo debütáló albuma az In My Own Words. A korongot 2006. február 28-án adták ki.
Négy kislemez jelent meg: a "Stay (Feat. Peedi Peedi)", a "So Sick", a "When You're Mad" és a "Sexy Love". A "Stay" nem hozta meg a várt sikert, de a "So Sick" felülmúlt minden várakozást.

## Áttekintés
A számok szövegét egytől egyig Ne-Yo írta.A produceri munkákat főképp a norvég Stargate végezte.

## Dallista
1. "Stay""(Feat. Peedi Peedi)" – 3:52
2. "Let Me Get This Right" – 3:48
3. "So Sick" – 3:29
4. "When You're Mad" – 3:42
5. "It Just Ain't Right" – 3:48
6. "Mirror" – 3:48
7. "Sign Me Up" – 3:27
8. "I Ain't Gotta Tell You" – 3:17
9. "Get Down Like That" – 4:06
10. "Sexy Love" – 3:41
11. "Let Go" – 3:49
12. "Time" – 3:49

- "Girlfriend" (brit bónusz szám) – 4:00
- "Lonely" (japán bónusz szám) – 4:41
- "Get Down Like That" (Feat. Ghostface Killah) (japán bónusz szám) – 4:57

## Ranglista
| Lista (2009)                          | Helyezés |
| ------------------------------------- | -------- |
| Australian ARIA Urban Albums Chart    | 41       |
| Dutch Albums Chart                    | 50       |
| French Albums Chart                   | 20       |
| Swiss Music Charts                    | 11       |
| UK Albums Chart                       | 14       |
| U.S. Billboard 200                    | 14       |
| U.S. Billboard Top R&B/Hip-Hop Albums | 14       |